# Matteo Montani
Matteo Montani (Roma, 5 settembre 1972) è un pittore e scultore italiano.

## Biografia
Frequenta il liceo classico e si diploma all'Accademia di Belle Arti di Roma, sezione Pittura e Scultura, nel 1997.
Nel 2000, dopo la sua prima mostra allo Studio Casoli di Milano, Montani vince ex aequo il Premio Suzarra, e l'anno dopo partecipa alla Biennale dei Giovani Artisti dell'Europa e del Mediterraneo a Sarajevo, in Bosnia ed Erzegovina.
Nel frattempo prosegue l'attività espositiva in gallerie private italiane e straniere. Partecipa nel 2007 al Premio Lissone, nel 2008 alla Quadriennale di Roma  e nel 2013 al Premio Michetti. Nel 2020 è vincitore del PAC (piano Arte Contemporanea) promosso dalla DGCC e il Ministero per I Beni e le attività Culturali